# Йоси, Роман
Роман Йоси (нем. Roman Josi; 1 июня 1990, Берн, Швейцария) — швейцарский хоккеист, защитник и капитан клуба НХЛ «Нэшвилл Предаторз» и сборной Швейцарии. Входит в топ-40 самых результативных защитников в истории НХЛ, а среди действующих защитников занимает третье место по заброшенным шайбам (после Брента Бёрнса и Эрика Карлссона). Лидирует среди всех швейцарских хоккеистов по сыгранным матчам, очкам и передачам в истории НХЛ.

## Клубная карьера
Карьера Йоси началась в 2006 году в его родной команде «Берне». В первом своём сезоне он сыграл за основную команду всего 3 матча, но уже со следующего стал твёрдым игроком основы. В итоге после 4 сезонов за команду из столицы Швейцарии Роман переехал за океан.
На драфте НХЛ 2008 года Йоси был выбран во втором раунде под общим 38-м номером клубом «Нэшвилл Предаторз», в который в итоге перебрался из «Берна» в 2010 году. Перед драфтом Роман имел 6-й рейтинг среди полевых игроков из Европы. По итогам драфта Йоси был вторым среди швейцарских игроков (выше только выбранный под общим 19-м номером Лука Сбиса).
Как и многие молодые игроки, Роман Йоси не сразу стал играть за основную команду: первый сезон за океаном он провёл в фарм-клубе «Хищников» — «Милуоки Эдмиралс». В составе «Адмиралов» молодой швейцарец показывал достойную игру, набрав в 69 матчах 40 очков за результативность (6 голов + 34 голевые передачи), что помогло на второй сезон за океаном закрепиться в основной команде.
Свой первый матч в НХЛ Роман Йоси провёл 26 ноября 2011 года в гостевом матче против «Детройт Ред Уингз». Матч получился неудачным для команды Романа: «Красные крылья» выиграли 4:1, а сам игрок провёл на льду 12 минут 20 секунд, за которые не успел чем-либо запомниться. Однако результат не заставил себя долго ждать. Уже 3 декабря Йоси заработал свой первый балл за результативность в НХЛ, отдав голевой пас на Дэвида Легуанда (матч «Нэшвилл» — «Баффало» в итоге закончился победой гостей 2:3), а 10 декабря, поразив ворота Дэна Эллиса мощным броском от синей линии, Роман забил свой первый гол за «Нэшвилл», чем помог выиграть у «Дакс» 3:2. Йоси был признан третьей звездой матча.
Во время локаута в НХЛ Роман играл в родном «Берне», но вернулся в «Нэшвилл» когда было объявлено о том, что сезон всё же состоится. В Берне он играл с такими именитыми хоккеистами, как Джон Таварес и Марк Штрайт.
25 февраля 2013 года Йоси набрал рекордные для себя 4 очка за матч, забив 2 шайбы и отдав 2 результативных паса, благодаря чему его команда одержала победу в дополнительное время над «Даллас Старз» 5:4, причём победный гол в овертайме также на счету швейцарского защитника.
В начале июня 2013 года подписал с «Нэшвиллом» 7-летний контракт на общую сумму 28 миллионов долларов.
В сезоне 2014/15 Йоси занял пятое место среди защитников по результативности, завершив его с рекордными для себя на тот момент 55 (15+40) очками. В конце сезона Роман финишировал в пятерке лучших по голосованию за «Джеймс Норрис Трофи».

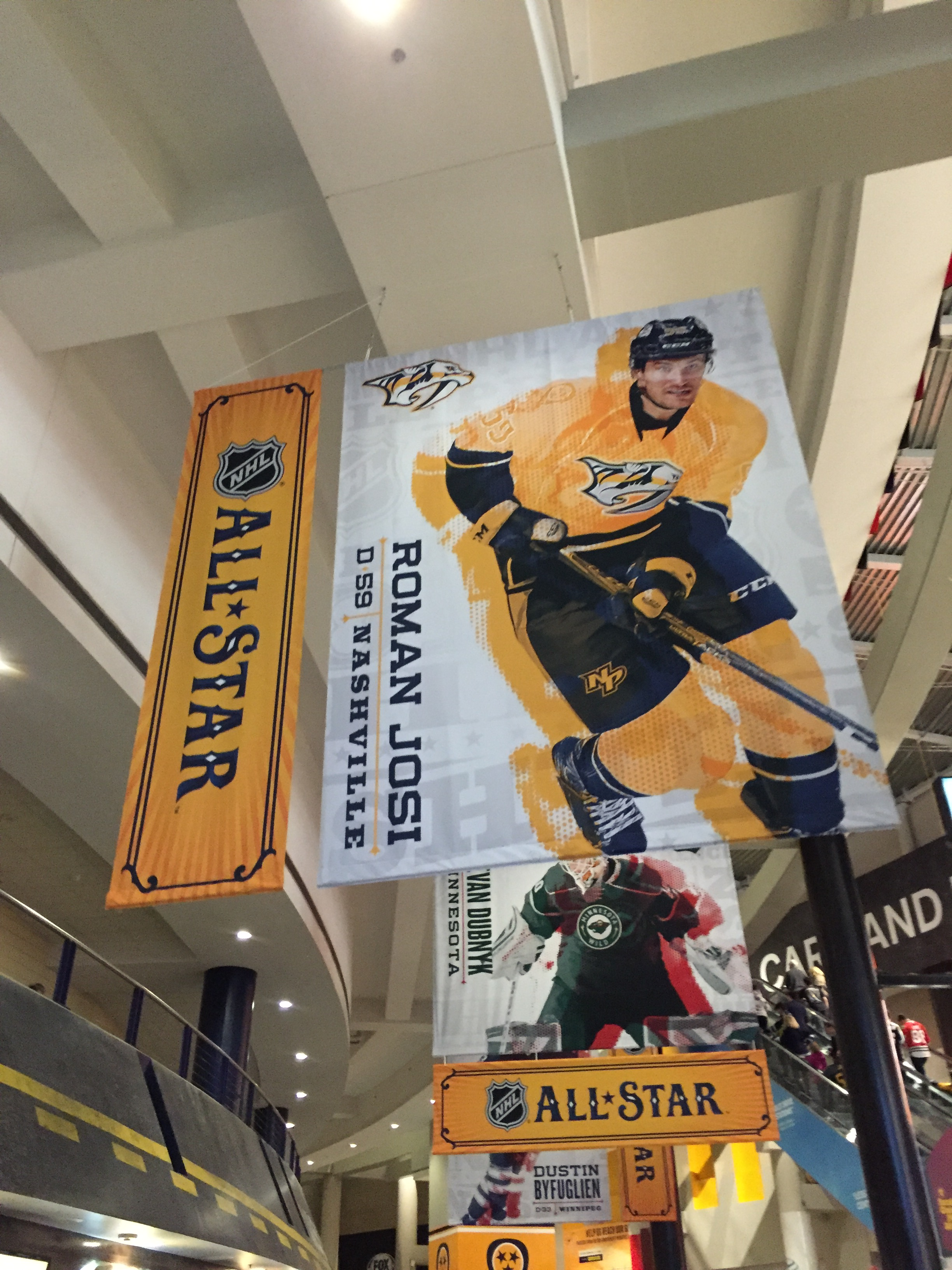
Плакат с Романом Йоси на Бриджстоун-арене во время Матча всех звёзд НХЛ 2016

В сезоне 2015/16 швейцарец был выбран для участия в Матче всех звезд НХЛ 2016 года вместе с партнёрами по команде Пеккой Ринне, Ши Уэбером и Джеймсом Нилом. В конце сезона он снова финишировал в пятёрке лучших по голосованию за «Джеймс Норрис Трофи».
В сезоне 2016/17 Йоси был ассистентом капитана Майка Фишера вместе с Джеймсом Нилом. Оборонительные качества Йоси сыграли решающую роль в Плей-офф Кубка Стэнли-2017, где «хищники» впервые в истории дошли до Финала Кубка Стэнли. Несмотря на то, что в январе его поместили в резерв с травмой верхней части тела, он закончил сезон с 12 голами и 49 очками в 72-х встречах.
19 сентября 2017 года был назначен седьмым капитаном в истории «Нэшвилл Предаторз». В сезоне 2017/18 вместе с командой стал обладателем Президентского Кубка.

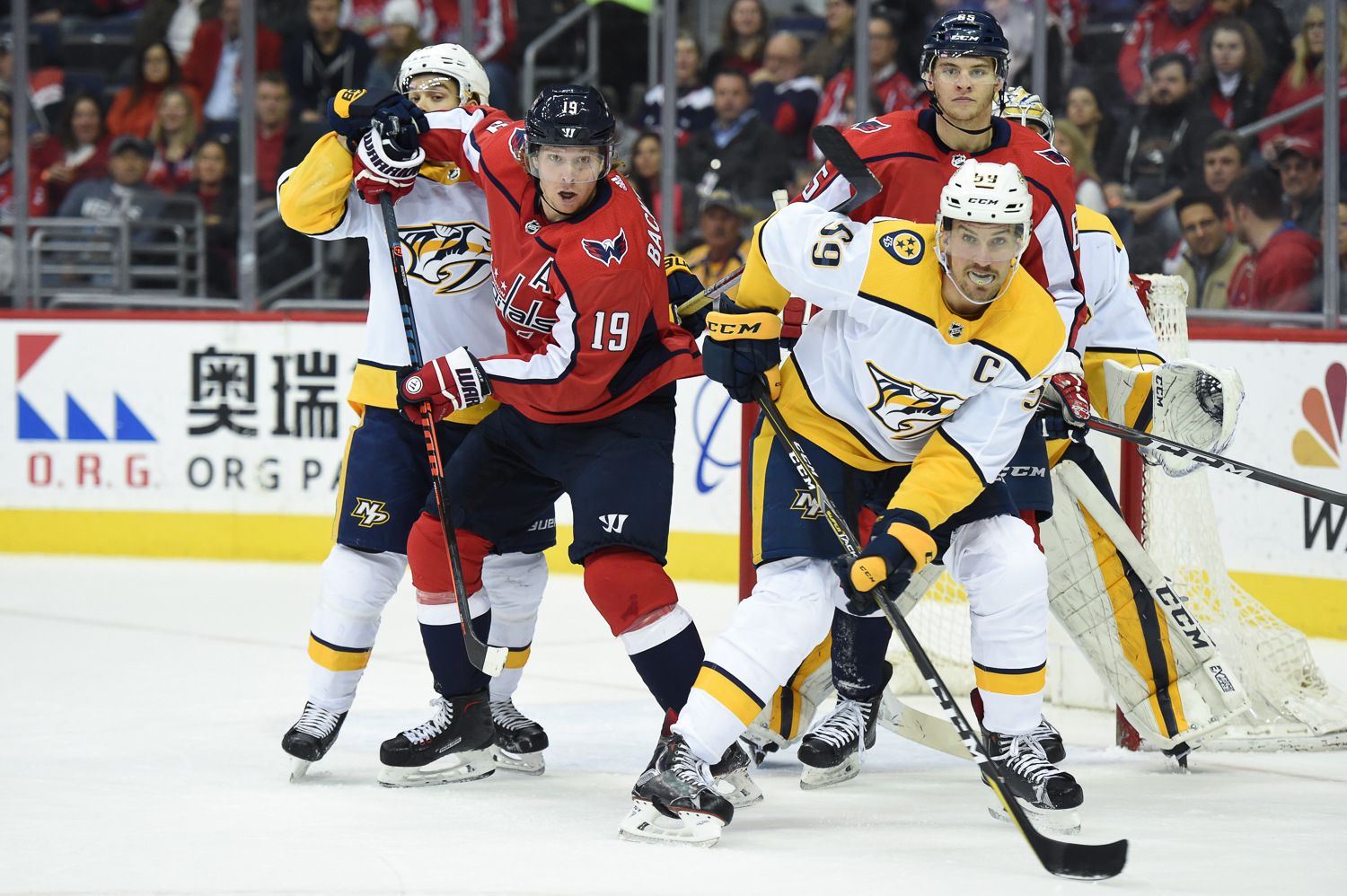
Йоси (справа) в 2018 году

В сезоне 2018/19 стал вторым бомбардиром своей команды в регулярном сезоне, набрав 56 (15+41) очков в 82-х встречах, а также лучшим бомбардиром в плей-офф, набрав в 6-и матчах 4 (2+2) очка.
29 октября 2019 года Йоси подписал с «Предаторз» восьмилетний контракт, включающий полный запрет на обмен, на общую сумму $ 72,4 млн.
Сезон 2019/20 начал в паре с Райаном Эллисом, они стали первым дуэтом защитников с сезона 1992/93, набравших по 13 очков за 11 первых игр сезона. Йоси был назван второй звездой четвёртой недели регулярного сезона, после того как набрал 6 очков за 3 матча. В ноябре 2019 года в матче против «Блэкхокс» забил свой 100-й в лиге гол. В декабре провёл 5 встреч подряд с заброшенными шайбами, а в сезоне имел уже 4 матча с несколькими голами, в чём был лидером среди защитников в этом сезоне. Также в декабре он вновь был назван второй звездой недели. В январе 2020 года продлил свою результативную серию очков до восьми игр и стал первым защитником в истории франшизы, набравшим 40 очков менее чем за 40 игр. Набрав два очка в следующей игре, швейцарец установил новый рекорд франшизы по количеству очков, набранных игроком в первые 40 игр сезона. Затем 5 января он установил ещё один рекорд по самой длинной серии очков среди защитников в истории «Предаторз», превзойдя Ши Уэбера. Несмотря на успех Йоси, «хищники» к 7 января опустились на 11-е место в турнирной таблице конференции, вследствие чего был уволен главный тренер Питер Лавиолетт, а на его место был назначен Джон Хайнс.
Под руководством нового тренера Йоси увеличил результативную серию до 12 игр, в ходе которой он забил 7 голов и сделал 13 передач. К концу января Йоси стал вторым защитником НХЛ, имевшим в своём активе 50 очков: он забил 14 голов и сделал 37 передач. На январском матче звёзд НХЛ 2020 в третий раз за карьеру представлял «Нэшвилл». В матче против «Даллас Старз» 7 марта на Йоси был наложен малый штраф за игру высокоподнятой клюшкой против Кори Перри, а позже Департамент безопасности игроков НХЛ оштрафовал его на $ 5 тыс. Перед тем, как НХЛ приостановила игру из-за пандемии COVID-19, Роман был вторым по результативности среди защитников с 16 голами и 49 передачами, набрав 65 очков в 69 играх. Он также был вторым среди защитников по очкам, набранных в большинстве и пятым по очкам, набранных в большинстве. Йоси также стал восьмым защитником в истории НХЛ, лидировавшим в собственной команде по результативности на не менее, чем 15 очков по сравнению с ближайшим игроком (разрыв от Форсберга составлял 17 очков). В итоге Йоси установил новый рекорд в собственной карьере по количеству голов (16), передач (49) и очков (65) и обладателем «Джеймс Норрис Трофи», приза лучшему защитнику. Он стал первым игроком «Предаторз» и первым швейцарцем, кому покорилось данное достижение.
В сезонах 2019/20 и 2020/21 защитник становился лучшим бомбардиром своей команды в регулярном сезоне.
После завоевания «Норрис Трофи» главный тренер «хищников» Джон Хайнс заявил о планах сокращения игры Йоси в меньшинстве, чтобы сохранять его энергию. Йоси и Эллис также были включены в список 20 лучших защитников лиги по версии NHL Network. Отложенный из-за коронавируса сезон 2020/21 Йоси начал не слишком удачно, имея после 6 матчей лишь 2 (1+1) очка. В начале марта 2020 года получил травму верхней части тела. На момент травмы Йоси занимал второе место в команде с 2 голами и 14 передачами в 25 играх. Йоси пропустил семь игр, прежде чем вернуться в состав «хищников» 23 марта. 3 апреля после победы над «Блэкхокс» со счетом 3:0 Йоси обогнал Марка Штрайта и стал самым результативным игроком НХЛ швейцарского происхождения с 435 очками. Йоси завершил сокращенный из-за пандемии регулярный сезон с 8 голами, 25 передачами и 33 очками, став лучшим бомбардиром и ассистентом команды. Когда «хищники» вышли в плей-офф Кубка Стэнли 2021 года, они встретились с «Каролиной Харрикейнз» в первом раунде. Йоси набрал четыре очка в шести играх, однако «хищники» уступили «ураганам» 2—4.
После не самого удачного сокращённого сезон 2020/21, Йоси пришел в норму в сезоне 2021/22 и установил многочисленные личные рекорды и рекорды франшизы.
24 октября 2021 года и 13 ноября он провёл две игры с четырьми результативными баллами, что случилось впервые в его карьере в одном сезоне. Позже, в ноябре он провёл 700-ю игру в лиге, став четвёртым игроком в истории «Предаторз» после Эрата, Уэбера и Легуанда, кому покорилось это достижение. После 23 игр Йоси занимал пятое место по набранным очкам и третье место по голам среди всех защитников лиги. Таким образом, он считался одним из кандидатов на «Норрис Трофи» наряду с Адамом Фоксом и Аароном Экбладом. Январь у Йоси был чрезвычайно продуктивным, в начале месяца он набрал 483-е очко в лиге и обогнал Мартина Эрата, став вторым в общем зачёте по количеству очков в составе «хищников». Позже он также побил своё предыдущее достижение по наименьшему количеству игр, чтобы достичь 40 очков среди защитников «Предаторз», сделав это в 38 играх. 20 января он сделал свою 357-ю передачу и стал единоличным обладателем рекорда франшизы по результативным передачам. По итогам месяца Йози возглавил команду и занял четвёртое место по результативности среди всех защитников НХЛ с 43 очками. За свои результаты Йоси был включён в свой третий в карьере Матч всех звёзд.
19 марта 2022 года Йоси стал вторым защитником в истории НХЛ, набравшим не менее трёх очков в четырёх матчах подряд. После 60 игр Йоси имел на своём счету 17 голов и 58 передач в 60 играх, что было лучшим результатом среди защитников на тот момент. 20 марта был признан первой звездой прошедшей игровой недели. За март Йоси был назван первой звездой месяца, что стало впервые в его карьере. В марте он отметился 28 (4+24) очками в 14 играх. Таким образом, он стал первым защитником за полтора года, удостоенным быть первой звездой месяца после Джона Карлсона из «Вашингтон Кэпиталз». Швейцарец продолжил набирать обороты и в апреле, продолжая устанавливать рекорды франшизы. 7 апреля 2022 года Роман сделал три передачи, набрав свое 87-е очко в сезоен, побив предыдущий рекорд Пола Карии и став лидером «хищников» по очкам за один сезон. В апреле он также стал первым защитником с 1994 года, набравшим 90 очков за один сезон. Йоси завершил регулярный сезон с 96 (23+73) очками в 80 играх, что являлось на тот момент наибольшим количеством очков за сезон среди защитников со времен Фила Хаусли. Он также лидировал среди защитников по количеству голов в большинстве (11) и броскам по воротам (281). За пределами лиги был номинирован на звание лучшего игрока НХЛ на церемонии ESPY Awards 2022 года. Благодаря своей блестящей игре Йоси помог «хищникам» выйти в плей-офф Кубка Стэнли 2022 года, они заняли восьмое место в Западной конференции. В серии первого раунда против «Колорадо Эвеланш» Йоси забил один гол и сделал одну результативную передачу, но для «Нэшвилла», у которых травмировался основной вратарь Юусе Сарос этого было явно недостаточно и «Эвеланш» выиграли серию 4—0. По окончании сезона Йоси снова стал финалистом «Норрис Трофи» и впервые стал финалистом премии «Тед Линдсей Эворд», присуждаемой самому выдающемуся игроку лиги. По итогу он занял второе место в голосовании на «Норрис Трофи» и «Тед Линдсей Эворд», а также шестое в голосовании за «Харт Мемориал Трофи».

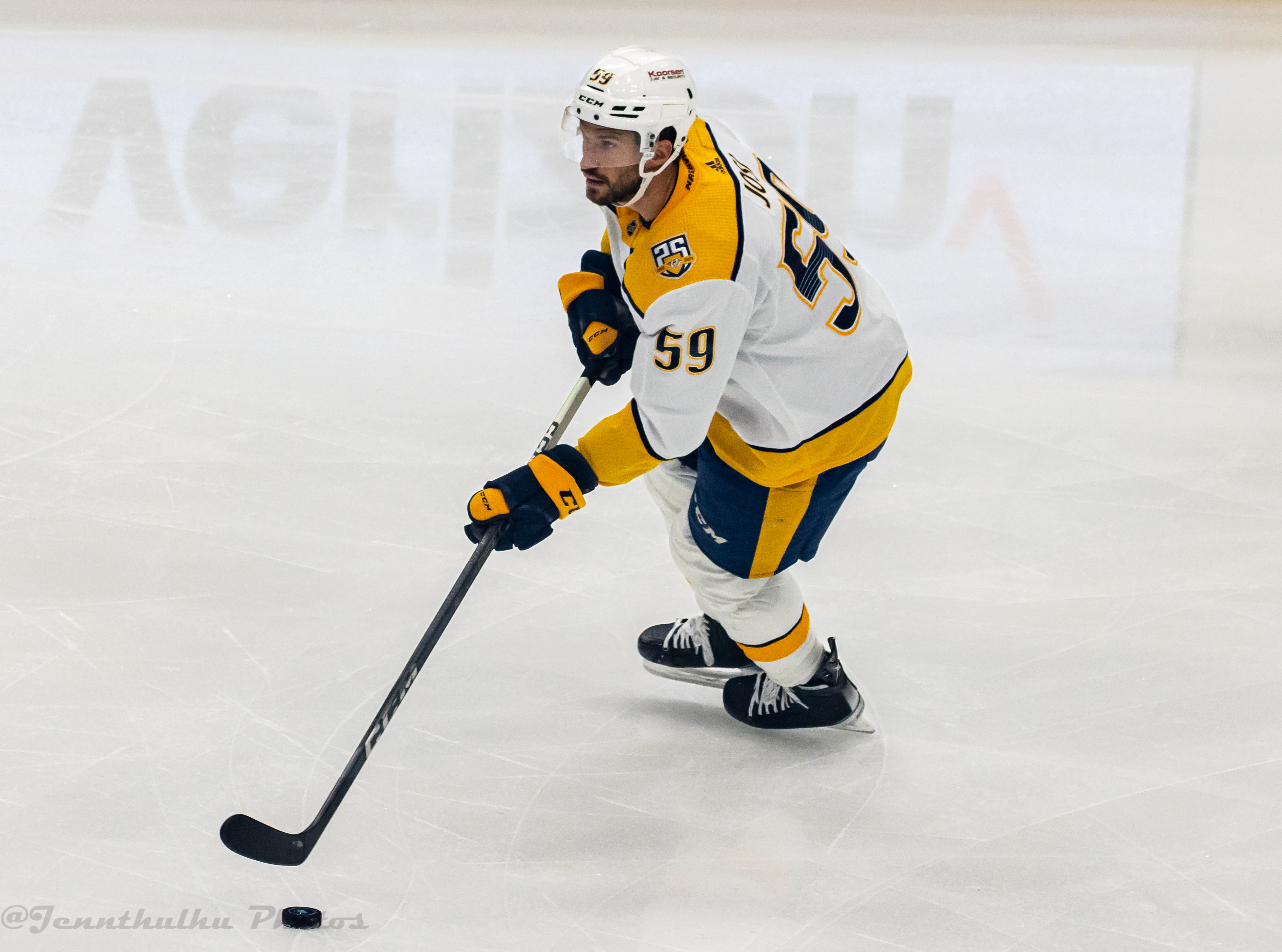
Йоси в 2023 году

Сезон 2022/23 начал неудачно, имея лишь одну результативную передачу за 7 игр. 27 октября он забил свой первый гол в сезоне и сделал две результативные передачи, что помогло «хищникам» одержать 900-ю победу в истории франшизы. 13 декабря Йоси обогнал Марка Штрайта по количеству игр, будучи игроком швейцарского происхождения в лиге. Позже в том же месяце, 21 декабря, Роман записал свои 566-е и 567-е очки за карьеру, опередив Дэвида Легуанда по количеству очков в истории «хищников», единолично занв 1-е место в истории франшизы. «Предаторз» стали второй командой в лиге после «Бостона», где именно защитник является рекордсменом по количеству набранных очков. В марте 2023 года набрал 600-е очко за свою карьеру в НХЛ. Хотя он достиг этого рубежа в своей 823-й игре, Йоси также установил новый рекорд франшизы по количеству сезонов с 40 результативными передачами. Йоси в середине марта получил травму верхней части тела и пропустил оставшуюся часть сезона 2022/23, однако до конца сезона сохранял лидерство среди игроков «хищников», имея в активе 59 очков за сезон.

## Карьера в сборной

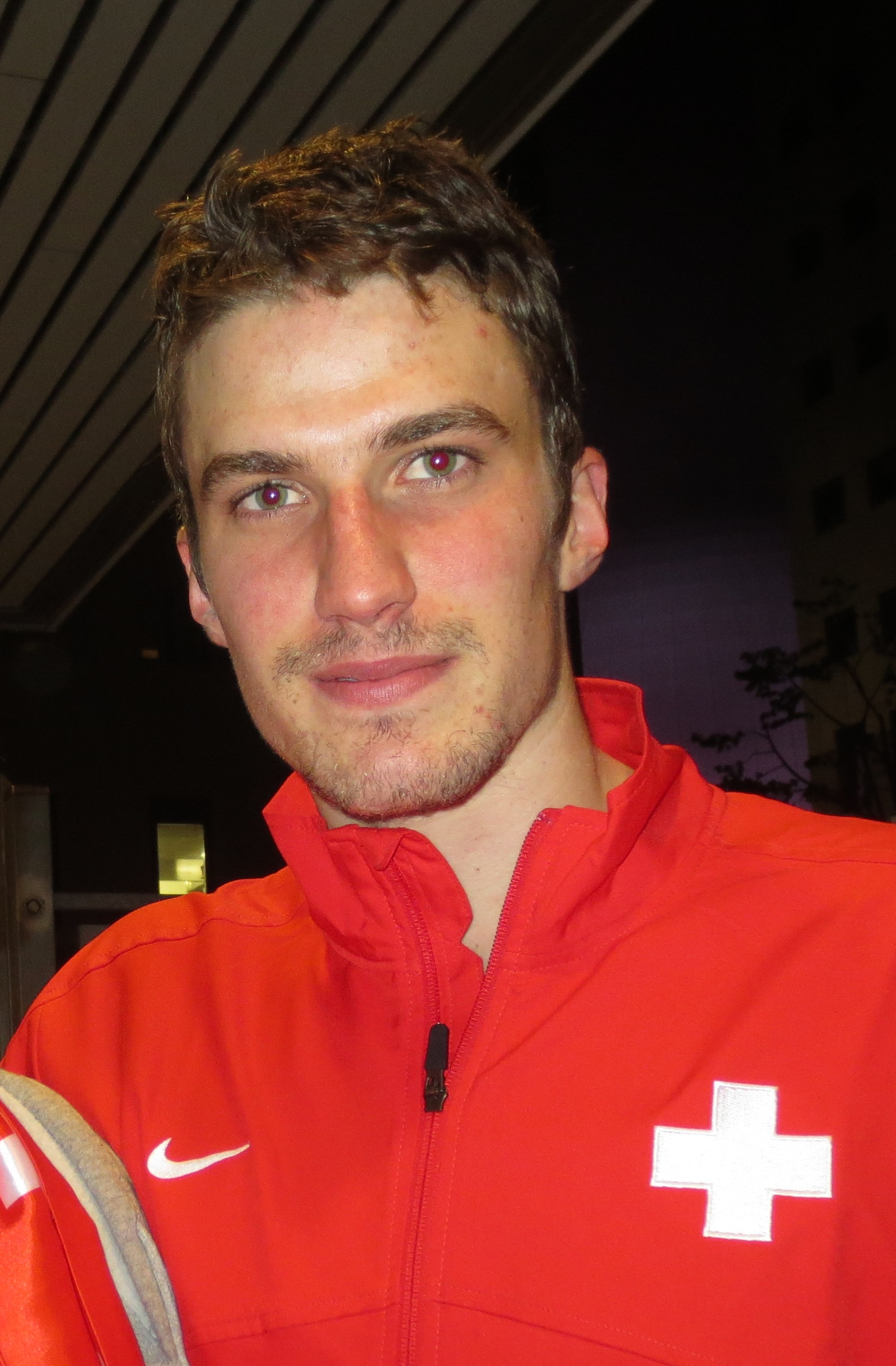
Йоси после финала ЧМ-2013

Роман прошёл систему сборных команд Швейцарии, начиная с юниорской. За юниорскую сборную Йоси играл на чемпионатах мира в 2007 и 2008 году. Будучи игроком юниорской сборной, в эти же два года, Йоси защищал честь страны и на молодёжном чемпионате мира.
В 2009 году Йоси в последний раз принял участие на молодёжном чемпионате мира, и в этот же год состоялся его дебют за основную сборную Швейцарии, пришедшийся на домашний чемпионат мира. Несмотря на неудачное выступление команды (непопадание в плей-офф) и последующую смену тренера сборной Роман продолжил регулярно вызывался под знамёна национальной команды, выступив на чемпионатах мира 2010 и 2012 годов.
На чемпионате мира 2013 года Йоси, играющий на позиции защитника, отличился своими бомбардирскими способностями: в 10 матчах турнира Роман забил 4 шайбы и отдал 5 голевых передач, набрав 9 очков, что стало лучшим показателем среди игроков сборной Швейцарии на чемпионате, лучшим среди всех защитников на турнире, и 10-м в общей таблице. Йоси открыл счёт финала против сборной Швеции, для которой чемпионат был домашним, уже на пятой минуте матча, бросив с неудобной руки точно в «домик» вратарю «Тре-крунур» Юнасу Энроту, но дальнейшее развитие игры принесло успех более мастеровитым шведам, итог матча 5:1. Несмотря на крупное поражение в финале, сборная Швейцарии удостоилась высоких оценок за своё выступление, а Йоси не только был включён в символическую сборную чемпионата и назван лучшим защитником, но и получил приз как самый ценный игрок турнира.
В 2016 году на кубке мира в составе сборной Европы занял второе место на турнире.
Йоси стал обладателем второй серебряной медали на чемпионате мира 2018 года в Дании, Швейцария уступила Швеции в серии буллитов. Йоси в 5 матчах на турнире набрал 3 очка (0+3).
На чемпионате мира 2019 года вместе со сборной Швейцарии занял 8-е место на турнире.
На чемпионате мира 2024 года в Праге набрал 4 очка (2+2) в игре против сборной Австрии (6:5) на групповой стадии. Всего на турнире набрал 12 очков (3+9) и помог сборной Швейцарии завоевать серебряные награды (в финале швейцарцы уступили чехам 0:2). Йоси был признан лучшим защитником турнира и включён в сборную всех звёзд.

## Личная жизнь
Роман был вторым сыном у родителей Дорис и Питера Йоси. Он вырос в спортивной семье, так как его мать — бывшая пловчиха национальной сборной, а его отец играл в футбол. [3] В детстве Роман играл совместно в футбол и хоккей, а в возрасте 10 лет основным видом спорта выбрал хоккей. И его отец, и старший брат также занимались хоккеем с шайбой; брат Янник был нападающим и играл с «HC Bern Altstadt» в SwissDiv3, а отец Питер входит в совет директоров «Берна».
20 июля 2019 года Йоси женился на модели Элли Оттауэй. 12 февраля 2021 года у супругов родился сын Лука Джеймс Йоси.
Как капитан Хищников, Йоси очень активен в общественной жизни. Он сотрудничает с программой «Best Buddies» в Нэшвилле, раздавая билеты на каждую игру для местных детей с особыми потребностями. Йоси вместе с этими детьми посещает выпускной и праздничный бал «Best Buddies» в Нэшвилле. Он также в течение года жертвует свой личный люкс на Бриджстоун-арене для продажи с аукциона, чтобы собрать дополнительные средства для «Best Buddies».

## Достижения
Берн
- Чемпион Швейцарии 2010
- Чемпион Швейцарии 2013

 Молодёжная сборная Швейцарии
- Победитель I-дивизиона молодёжного чемпионата мира 2009.

 Сборная Швейцарии
- MVP чемпионата мира 2013.
- Серебряный призёр чемпионата мира 2013.
- Участник символической сборной чемпионата мира 2013.
- Лучший защитник чемпионата мира 2013.

## Статистика
| Легенда | Легенда                    | Легенда | Легенда                   | Легенда | Легенда    |
| ------- | -------------------------- | ------- | ------------------------- | ------- | ---------- |
| И       | Количество проведённых игр | Штр     | Штрафное время            | +/−     | Плюс-минус |
| Г       | Голы                       | П       | Голевые передачи          | О       | Очки       |
| -       | Статистика неизвестна      | —       | Статистика не учитывалась |         |            |